# Международно-правовой статус Государства Палестина
Государство Палестина было провозглашено 15 ноября 1988 года в городе Алжире на внеочередной сессии Национального совета Палестины. В качестве юридическо-правовой основы этого акта была объявлена резолюция Генеральной Ассамблеи ООН № 181 (II) от 29 ноября 1947 года о разделе территории подмандатной Британской Палестины на арабское и еврейское государства. Палестинская декларация о независимости имела символический характер, поскольку на тот момент Палестинский национальный совет не контролировал никакой территории.
Резолюция 2334 Совета Безопасности Организации Объединённых Наций была принята 23 декабря 2016 года. Она касается израильских поселений на «палестинских территориях, оккупированных с 1967 года, включая Восточный Иерусалим». Резолюция была принята членами Совета Безопасности Организации Объединённых Наций (СБ ООН) 14 голосами против 0. Четыре члена, обладающие правом вето в Совете Безопасности Организации Объединённых Наций (Россия, Китай, Франция и Великобритания), проголосовали за резолюцию, в то время как Соединённые Штаты Америки воздержались.
При этом 13 сентября 1993 года в результате Соглашений «Осло» между Израилем и Организацией освобождения Палестины (ООП) была подписана Декларация о создании Временной Палестинской самоуправляемой администрации (ПНА).
На 2024 год независимость Государства Палестина признали 147 государств — членов Организации Объединённых Наций (ООН) из 193. Кроме того, Палестина является государством-наблюдателем в ООН с ноября 2012 года. Страны, не признавшие независимость государства Палестина, полагают, что вопрос о его создании должен быть решён лишь в результате прямых переговоров между Израилем и ПНА. Израиль обладает фактическим военным контролем над значительной частью даже той территории, где власть официально осуществляет Палестинская национальная администрация. При этом значительные территории на Западном берегу реки Иордан, а также Восточный Иерусалим являются предметом спора между израильтянами и палестинскими арабами.

## История вопроса
По результатам Первой мировой войны на Конференции в Сан-Ремо в 1920 году было принято решение об установлении на территории Палестины, до войны входившей в состав распавшейся Османской империи, режима управления Великобритании по мандату Лиги Наций. Помимо территории современного Израиля, в состав Мандата входили территории современных Иордании, Иудеи и Самарии (Западного берега реки Иордан) и сектора Газа. Одной из целей мандата было «установление в стране политических, административных и экономических условий для безопасного образования еврейского национального дома».
В начале 1920-х годов в рамках этого мандата Великобританией было создано зависимое от неё княжество Трансиордания, получившее около 3/4 от территории подмандатной Палестины. При этом из мандатного соглашения были исключены пункты, разрешавшие евреям селиться на территории княжества. 25 мая 1946 года оно получило независимость.
За 25 лет британского управления оставшейся частью Палестины её население резко возросло: с 750 тыс. человек по переписи 1922 года до около 1 млн. 850 тыс. человек по состоянию на конец 1946 года (прирост — в 2,5 раз). При этом численность еврейского населения возросла с 84 тыс. в 1922 году до 608 тыс. в 1946 году (прирост — в 7,25 раз). Значительная часть этого прироста приходится на родившихся в Палестине, однако только легальная иммиграция дала прирост в 376 тыс. человек, а число нелегальных иммигрантов оценивается ещё в 65 тыс. человек, что в совокупности составляет 440 тыс. человек. Примерно 70-75 % еврейского населения проживало в таких городах, как Иерусалим, Яффа, Тель-Авив, Хайфа и в их пригородах. По окончании Второй мировой войны еврейское население Палестины составило 33 % по сравнению с 11 % в 1922 году.
Рост еврейского населения подмандатной Палестины сопровождался активным противодействием палестинских арабов, включающим террористические нападения и погромы, в результате, мандатные власти ограничивали иммиграцию евреев в Палестину. Таким образом, Великобритания оказалась вовлечена в арабо-еврейский конфликт, и в 1947 году её правительство заявило о своём желании отказаться от мандата, аргументируя это тем, что оно не способно найти решение, приемлемое для арабов и евреев.
Созданная незадолго до того Организация Объединённых Наций на Второй сессии своей Генеральной Ассамблеи 29 ноября 1947 года приняла Резолюцию № 181 о плане раздела Палестины на арабское и еврейское государства с предоставлением особого статуса району Иерусалима под управлением ООН. В отличие от руководства еврейского ишува, принявшего резолюцию, Верховный арабский комитет Палестины и Лига арабских государств (ЛАГ) в целом, её отвергли.
14 мая 1948 года, в день окончания Мандата, было провозглашено создание Государства Израиль, а 15 мая началось вторжение в Палестину регулярных частей армий пяти стран ЛАГ с целью уничтожения нового еврейского государства и, согласно декларации ЛАГ при вторжении, для защиты арабского населения и создания в Палестине «единого (арабского) государственного образования», «где все жители будут равны перед законом».
В результате этой войны арабское государство создано не было, Израиль увеличил территорию, планировавшуюся под создание еврейского государства, Иерусалим был разделен между Трансиорданией и Израилем, Сектор Газа и весь Западный берег реки Иордан перешли под контроль соответственно Египта и Трансиордании.
В сентябре 1948 года Лигой арабских государств в Газе было создано Всепалестинское правительство в изгнании. При этом, в декабре того же года на Иерихонской конференции король Трансиордании Абдаллах ибн Хусейн был провозглашён «королём арабской Палестины». На конференции, призвавшей объединить арабскую Палестину и Трансиорданию, Абдалла объявил о своём намерении аннексировать Западный берег реки Иордан. Несмотря на возражения других членов ЛАГ, в 1950 году Абдалла в одностороннем порядке аннексировал Западный берег реки Иордан, включая Восточный Иерусалим, после чего Трансиордания была переименована в Иорданию.
Противоречия между Иорданией, Египтом и другими членами ЛАГ привели к тому, что вопрос о создании арабского государства в Палестине практически был снят с повестки дня, а бо́льшая часть территории, выделенной ООН под его создание, была разделена между Иорданией и Египтом вплоть до их поражения в Шестидневной войне (1967), когда она перешла под контроль Израиля.
«Всепалестинское правительство» в Газе было распущено Насером в 1959 году после политического объединения Египта и Сирии.

## Позиция Израиля
Израиль заявляет, что Государство Палестина в действительности не существует по следующим причинам:
- У заявленного государства отсутствуют определённая территория и действующее на ней эффективное правительство. Палестинская национальная администрация (ПНА) во главе с Махмудом Аббасом не контролирует ни сектор Газа, находящийся под властью радикального движения ХАМАС, ни Западный берег реки Иордан, около 60 процентов территории которого контролируются Израилем.
- Остаются неясными вопросы с населением этого гипотетического государства. Палестинское руководство, претендуя на то, чтобы представлять интересы всех палестинцев, в то же время отказывается предоставлять гражданские права палестинским беженцам, в том числе живущим в секторе Газа и на Западном берегу реки Иордан.
- Израиль ставит под сомнение, что палестинское руководство признаёт международные законы, соблюдает права человека и стремится к миру, что является необходимым условием принятия в ООН ПНА как государства.

## Международно-правовое признание

### ООН
По состоянию на 2024 год государственность Палестины признали 147 из 193 стран — членов ООН.
Государство Палестина официально признано большинством государств мира, входит в состав Лиги арабских государств, но не признано большинством стран Евросоюза, Японией и некоторыми другими государствами.
Государство Палестина не имеет статуса полноправного члена ООН, поскольку не признано 3 государствами — постоянными членами Совета Безопасности ООН (США, Великобританией и Францией). Чтобы занять место в ООН, страна должна иметь поддержку 2/3 государств — членов ООН (в настоящее время это означает необходимость поддержки со стороны 129 из 193 государств) при голосовании в Генеральной Ассамблее ООН с предварительным одобрением своего членства в СБ ООН, в частности, необходимо отсутствие вето какого-либо постоянного члена Совета Безопасности.

#### Последовательность событий
В мае 1964 года Палестинский национальный совет (НСП) направил официальное уведомление Генеральному секретарю ООН о создании Организации освобождения Палестины (ООП). В октябре 1965 года некоторые арабские государства просили дать разрешение для делегации ООП присутствовать на заседаниях Специального политического комитета, и было решено, что она может представлять свои заявления, не подразумевая признание ООП. С 1963 по 1973 год ООП участвовала в обсуждениях Комитета по пунктам повестки дня Ближневосточного агентства ООН для помощи палестинским беженцам и организации работ (БАПОР).
В 1974 году, согласно резолюции Генеральной Ассамблеи 3237, ООП получила статус наблюдателя в ГА ООН.
2 апреля 1986 года ООП получила полноправное членство в группе азиатских государств ГА ООН.
15 декабря 1988 года Генеральная Ассамблея ООН в своих резолюциях 43/176 и 43/177, «учитывая продолжающуюся с 9 декабря 1988 года» палестинскую интифаду и подтвердив резолюцию 181 (II) от 1947 года о разделе Палестины на два государства и резолюцию Совбеза ООН 242 1967 года, приняла к сведению заявление Исполкома ООП от 13 декабря 1988 года о провозглашении Государства Палестина Национальным Советом Палестины, и постановила впредь именовать делегацию ООП, имеющую в ООН статус наблюдателя, делегацией «Палестины» «без ущерба для статуса наблюдателя и функций ООП в системе ООН».
В мае 1989 года Алжир, Индонезия, Мавритания, Нигерия и Сенегал обратились в ЮНЕСКО с просьбой признать статус Палестины как государства в этой организации. Такой статус руководством ЮНЕСКО в тот раз признан не был. Осенью 2011 года, однако, Палестина была принята в состав ЮНЕСКО.
В июле 1998 года Генеральная Ассамблея приняла новую резолюцию (52/250), наделившую «Палестину» дополнительными правами и привилегиями, включая право на участие в общих прениях, проходящих в начале каждой сессии Генеральной Ассамблеи, право на ответ, право на соавторство в резолюциях и право выступать во время обсуждения палестинского и Ближневосточного вопросов. Согласно этой резолюции, «место Палестины должны располагаться сразу же после не являющихся членами и перед другими наблюдателями». Эта резолюция была принята путём голосования 124 голосами «за», 4 против (Израиль, Маршалловы Острова, США, Федеративные Штаты Микронезии) и 10 воздержавшихся.
В сентябре 2010 года, выступая на сессии ГА ООН, президент США Барак Обама заявил, если удастся разрешить арабо-израильский конфликт, «независимое палестинское государство через год может войти в состав ООН».
В апреле 2011 года «Управление ООН по координации ближневосточного мирного процесса» в своём докладе заявило о готовности ПНА стать правительством независимого государства.
В сентябре 2011 года, после появления сообщений о планах руководства ПНА обратиться к ООН с просьбой признании Государства Палестина в качестве постоянного её члена, США пообещали наложить вето на такое решение при рассмотрении вопроса в СБ ООН. Тем не менее, 23 сентября 2011 года лидер ПНА Махмуд Аббас передал генсекретарю ООН Пан Ги Муну официальную заявку на вступление Государства Палестина в ООН в качестве полноправного члена, несмотря на то, что ранее США сообщили о своих планах наложить вето на такое решение при рассмотрении вопроса в Совете безопасности. Совет Безопасности ООН такое решение не поддержал, и в сентябре 2012 года руководство ПНА обратилось к Генеральной Ассамблее ООН с просьбой о признании ПНА «государством-наблюдателем».
29 ноября 2012 года по итогам голосования (138 голосов «за», 9 — «против», 41 страна воздержалась) ГА ООН «предоставила Палестине статус государства-наблюдателя при Организации Объединённых Наций, не являющегося её членом, без ущерба для приобретенных прав, привилегий и роли Организации освобождения Палестины в Организации Объединённых Наций как представителя палестинского народа согласно соответствующим резолюциям и практике».
К 29 ноября 2012 года Государство Палестина признали 132 государства — члена ООН.
10 мая 2024 года на чрезвычайной сессии Генеральной Ассамблеи ООН была предложена резолюция ОАЭ о членстве Государства Палестина в ООН, в соответствии с которой расширялись права Государства Палестина в Генеральной Ассамблее. Резолюцию поддержали 143 страны, 9 проголосовали против, 25 воздержались. Согласно резолюции, Государство Палестина отныне могло быть включено в список ораторов по пунктам повестки дня, не связанным с палестинскими или ближневосточным вопросами, могло делать заявления от имени какой-либо группы или вносить предложения и поправки в документы. Все эти положения вступали в силу с 79-й сессии, которая должна была открыться 10 сентября 2024 года. При этом Палестине не предоставлялось право голосовать или выдвигать свою кандидатуру в органы ООН.

Темно-зелёным цветом отмечены государства, признающие независимое Государство Палестина, светло-зелёным светом отмечены государства, анонсировавшие признание независимого Государства Палестина (Франция, Мальта, Сан-Марино, Австралия), жёлтым отмечены государства, анонсировавшие признание независимого Государства Палестина при определённых условиях (Великобритания, Канада).

### Государства, признающие независимость Государства Палестина

#### Государства — члены ООН
На 9 июня 2024 года независимость Государства Палестина признали 147 государств — членов ООН, а также Ватикан (Святой Престол), являющийся наблюдателем в ООН, и САДР. Признание нового государства, согласно традиционной практике в международных отношениях, как правило, сопровождается установлением с ним дипломатических отношений.
Некоторые государства (помечены в статье *) заявили о поддержке претензий и о праве (признав границы) Государства Палестина на установление границ 4 июня 1967 года — то есть на Сектор Газа, весь Западный берег реки Иордан и Восточный Иерусалим.
Полужирным шрифтом отмечены государства — постоянные члены Совета Безопасности ООН.
Отдельными цветами отмечены страны, не признающие государство Израиль, и не имеющие / прервавшие с ним дипломатические отношения (см. Внешняя политика Израиля).
Такие государства, как Чехия и Вануату, несмотря на формальное признание Государства Палестина, проголосовали в октябре 2011 года против её принятия в ЮНЕСКО.
| №    | Государство                      | 0Дата признания0               | 0Голосование на ГА ООН 26.11.20120 |
| ---- | -------------------------------- | ------------------------------ | ---------------------------------- |
| 1.   | Алжир                            | 15 ноября 1988                 | За                                 |
| 2.   | Бахрейн                          | 15 ноября 1988                 | За                                 |
| 3.   | Индонезия                        | 15 ноября 1988                 | За                                 |
| 4.   | Ирак                             | 15 ноября 1988                 | За                                 |
| 5.   | Йемен                            | 15 ноября 1988                 | За                                 |
| 6.   | Кувейт                           | 15 ноября 1988                 | За                                 |
| 7.   | Ливия                            | 15 ноября 1988                 | За                                 |
| 8.   | Мавритания                       | 15 ноября 1988                 | За                                 |
| 9.   | Малайзия                         | 15 ноября 1988                 | За                                 |
| 10.  | Марокко                          | 15 ноября 1988                 | За                                 |
| 11.  | Сомали                           | 15 ноября 1988                 | За                                 |
| 12.  | Тунис                            | 15 ноября 1988                 | За                                 |
| 13.  | Турция                           | 15 ноября 1988                 | За                                 |
| 14.  | Афганистан                       | 16 ноября 1988                 | За                                 |
| 15.  | Бангладеш                        | 16 ноября 1988                 | За                                 |
| 16.  | Замбия                           | 16 ноября 1988                 | За                                 |
| 17.  | Иордания                         | 16 ноября 1988                 | За                                 |
| 18.  | Катар                            | 16 ноября 1988                 | За                                 |
| 19.  | Куба                             | 16 ноября 1988                 | За                                 |
| 20.  | Мадагаскар                       | 16 ноября 1988                 | Отсутств.                          |
| 21.  | Мальта                           | 16 ноября 1988                 | За                                 |
| 22.  | Никарагуа                        | 16 ноября 1988                 | За                                 |
| 23.  | ОАЭ                              | 16 ноября 1988                 | За                                 |
| 24.  | Пакистан                         | 16 ноября 1988                 | За                                 |
| 25.  | Саудовская Аравия                | 16 ноября 1988                 | За                                 |
| 26.  | Сербия                           | 16 ноября 1988                 | За                                 |
| 27.  | Албания                          | 17 ноября 1988                 | За                                 |
| 28.  | Бруней                           | 17 ноября 1988                 | За                                 |
| 29.  | Джибути                          | 17 ноября 1988                 | За                                 |
| 30.  | Маврикий                         | 17 ноября 1988                 | За                                 |
| 31.  | Судан                            | 17 ноября 1988                 | За                                 |
| 32.  | Гамбия                           | 18 ноября 1988                 | За                                 |
| 33.  | Египет                           | 18 ноября 1988                 | За                                 |
| 34.  | Индия                            | 18 ноября 1988                 | За                                 |
| 35.  | Кипр*                            | 18 ноября 1988                 | За                                 |
| 36.  | Нигерия                          | 18 ноября 1988                 | За                                 |
| 37.  | Сейшельские Острова              | 18 ноября 1988                 | За                                 |
| 38.  | Словакия                         | 18 ноября 1988                 | За                                 |
| 39.  | Чехия                            | 18 ноября 1988                 | За                                 |
| 40.  | Шри-Ланка                        | 18 ноября 1988                 | За                                 |
| 41.  | Беларусь                         | 19 ноября 1988                 | За                                 |
| 42.  | Вьетнам                          | 19 ноября 1988                 | За                                 |
| 43.  | Гвинея                           | 19 ноября 1988                 | За                                 |
| 44.  | Намибия                          | 19 ноября 1988                 | За                                 |
| 45.  | Россия                           | 19 ноября 1988                 | За                                 |
| 46.  | Украина                          | 19 ноября 1988                 | Отсутств.                          |
| 47.  | КНР                              | 20 ноября 1988                 | За                                 |
| 48.  | Буркина-Фасо                     | 21 ноября 1988                 | За                                 |
| 49.  | Гвинея-Бисау                     | 21 ноября 1988                 | За                                 |
| 50.  | Камбоджа                         | 21 ноября 1988                 | За                                 |
| 51.  | Коморские острова                | 21 ноября 1988                 | За                                 |
| 52.  | Мали                             | 21 ноября 1988                 | За                                 |
| 53.  | Монголия                         | 22 ноября 1988                 | За                                 |
| 54.  | Сенегал                          | 22 ноября 1988                 | За                                 |
| 55.  | Венгрия                          | 23 ноября 1988                 | За                                 |
| 56.  | Кабо-Верде                       | 24 ноября 1988                 | За                                 |
| 57.  | КНДР                             | 24 ноября 1988                 | За                                 |
| 58.  | Нигер                            | 24 ноября 1988                 | За                                 |
| 59.  | Румыния                          | 24 ноября 1988                 | За                                 |
| 60.  | Танзания                         | 24 ноября 1988                 | За                                 |
| 61.  | Болгария                         | 25 ноября 1988                 | За                                 |
| 62.  | Мальдивские Острова              | 28 ноября 1988                 | За                                 |
| 63.  | Гана                             | 29 ноября 1988                 | За                                 |
| 64.  | Зимбабве                         | 29 ноября 1988                 | За                                 |
| 65.  | Того                             | 29 ноября 1988                 | За                                 |
| 66.  | Чад                              | 1 декабря 1988                 | За                                 |
| 67.  | Лаос                             | 2 декабря 1988                 | За                                 |
| 68.  | Сьерра-Леоне                     | 3 декабря 1988                 | За                                 |
| 69.  | Уганда                           | 3 декабря 1988                 | За                                 |
| 70.  | Республика Конго                 | 5 декабря 1988                 | За                                 |
| 71.  | Ангола                           | 6 декабря 1988                 | За                                 |
| 72.  | Мозамбик                         | 8 декабря 1988                 | За                                 |
| 73.  | Демократическая Республика Конго | 10 декабря 1988                | Возд.                              |
| 74.  | Сан-Томе и Принсипи              | 10 декабря 1988                | За                                 |
| 75.  | Габон                            | 12 декабря 1988                | За                                 |
| 76.  | Оман                             | 13 декабря 1988                | За                                 |
| 77.  | Польша                           | 14 декабря 1988                | За                                 |
| 78.  | Ботсвана                         | 19 декабря 1988                | За                                 |
| 79.  | Непал                            | 19 декабря 1988                | За                                 |
| 80.  | Бурунди                          | 22 декабря 1988                | За                                 |
| 81.  | Центральноафриканская Республика | 23 декабря 1988                | За                                 |
| 82.  | Бутан                            | 25 декабря 1988                | За                                 |
| 83.  | Бенин                            | 1988 или 1989 [уточнить]       | За                                 |
| 84.  | Кения                            | 1988 или 1989[уточнить]        | За                                 |
| 85.  | Экваториальная Гвинея            | 1988 или 1989 [уточнить]       | Отсутств.                          |
| 86.  | Руанда                           | 2 января 1989                  | Возд.                              |
| 87.  | Иран                             | 4 февраля 1989                 | За                                 |
| 88.  | Эфиопия                          | 4 февраля 1989                 | За                                 |
| 89.  | Вануату                          | 21 августа 1989                | За                                 |
| 90.  | Филиппины                        | в сентябре 1989                | За                                 |
| 91.  | Свазиленд*                       | июль 1991 или ранее [уточнить] | За                                 |
| 92.  | Туркменистан                     | 17 апреля 1992                 | За                                 |
| 93.  | Казахстан                        | 6 апреля 1992                  | За                                 |
| 94.  | Азербайджан                      | 15 апреля 1992                 | За                                 |
| 95.  | Грузия                           | 25 апреля 1992                 | За                                 |
| 96.  | Таджикистан                      | 6 марта 1992                   | За                                 |
| 97.  | Босния и Герцеговина             | 27 мая 1992                    | За                                 |
| 98.  | Узбекистан                       | 25 сентября 1994               | За                                 |
| 99.  | Южно-Африканская Республика      | 15 февраля 1995                | За                                 |
| 100. | Кыргызстан                       | 12 сентября 1995               | За                                 |
| 101. | Малави*                          | 23 ноября 1998                 | За                                 |
| 102. | Тимор-Лешти                      | 1 марта 2004                   | За                                 |
| 103. | Папуа — Новая Гвинея             | 4 октября 2004                 | За                                 |
| 104. | Черногория                       | 24 июля 2006                   | За                                 |
| 105. | Коста-Рика                       | 5 февраля 2008                 | За                                 |
| 106. | Ливан                            | 28 ноября 2008                 | За                                 |
| 107. | Кот-д’Ивуар                      | 1 декабря 2008                 | За                                 |
| 108. | Венесуэла                        | 28 апреля 2009                 | За                                 |
| 109. | Доминиканская Республика         | 14 июля 2009                   | За                                 |
| 110. | Бразилия*                        | 1 декабря 2010                 | За                                 |
| 111. | Аргентина*                       | 7 декабря 2010                 | За                                 |
| 112. | Боливия*                         | 18 декабря 2010                | За                                 |
| 113. | Эквадор*                         | 24 декабря 2010                | За                                 |
| 114. | Чили                             | 7 января 2011                  | За                                 |
| 115. | Гайана*                          | 13 января 2011                 | За                                 |
| 116. | Перу                             | 24 января 2011                 | За                                 |
| 117. | Парагвай*                        | 28 января 2011                 | За                                 |
| 118. | Суринам*                         | 1 февраля 2011                 | За                                 |
| 119. | Уругвай                          | 15 марта 2011                  | За                                 |
| 120. | Лесото*                          | 6 июня 2011                    | За                                 |
| 121. | Южный Судан                      | 14 июля 2011                   | За                                 |
| 122. | Либерия                          | 15 июля 2011                   | Отсутств.                          |
| 123. | Сирия*                           | 18 июля 2011                   | За                                 |
| 124. | Сальвадор                        | 25 августа 2011                | За                                 |
| 125. | Гондурас*                        | 26 августа 2011                | За                                 |
| 126. | Сент-Винсент и Гренадины*        | 30 августа 2011                | За                                 |
| 127. | Белиз*                           | 9 сентября 2011                | За                                 |
| 128. | Доминика                         | 14 сентября 2011               | За                                 |
| 129. | Антигуа и Барбуда*               | 22 сентября 2011               | За                                 |
| 130. | Гренада                          | 25 сентября 2011               | За                                 |
| 131. | Исландия*                        | 15 декабря 2011                | За                                 |
| 132. | Таиланд*                         | 18 января 2012                 | За                                 |
| 133. | Гватемала                        | 8 апреля 2013                  | Возд.                              |
| 134. | Гаити                            | 27 сентября 2013               | За                                 |
| 135. | Швеция                           | 30 октября 2014                | За                                 |
| 136. | Сент-Люсия                       | 14 сентября 2015               | За                                 |
| 137. | Колумбия                         | 3 августа 2018                 | За                                 |
| 138. | Сент-Китс и Невис                | 30 июля 2019                   | За                                 |
| 139. | Барбадос                         | 20 апреля 2024                 | Возд.                              |
| 140. | Ямайка                           | 22 апреля 2024                 | Возд.                              |
| 141. | Тринидад и Тобаго                | 2 мая 2024                     | Возд.                              |
| 142. | Багамские Острова                | 7 мая 2024                     | Возд.                              |
| 143. | Ирландия                         | 28 мая 2024                    | За                                 |
| 144. | Норвегия                         | 28 мая 2024                    | За                                 |
| 145. | Испания                          | 28 мая 2024                    | За                                 |
| 146. | Словения                         | 5 июня 2024                    | Возд.                              |
| 147. | Армения                          | 21 июня 2024                   | За                                 |

### Позиция других государств

Государства, имеющие дипломатические и политические отношения с Государством Палестина (ГП) или Палестинской национальной администрацией (ПНА): тёмно-зелёный — признают независимость Государства Палестина и имеют с ним дипломатические отношения; светло-зелёным — государства, только признающие Государство Палестина, не имея дипотношений; голубой — имеющие отношения только с ПНА; серый — не признают ГП и не имеют отношений с ПНА

### Дипломатические отношения с другими государствами

Голубым отмечены государства, имеющие дипломатические отношения с ООП